# Burg Hohenzollern
Die Burg Hohenzollern in der baden-württembergischen Gemeinde Bisingen gilt als Stammsitz des Hauses Hohenzollern. Dieses Adelsgeschlecht stellte im 13. und 14. Jahrhundert die Burggrafen von Nürnberg, ab 1415 die Kurfürsten von Brandenburg, ab 1525 die Herzöge und ab 1701 die Könige von Preußen. Von 1871 bis 1918 stellte das Haus zudem die deutschen Kaiser. 
Die Vorgängerbauten der Burg Hohenzollern wurden 1267 und 1454 errichtet und befanden sich nahezu durchgehend im Besitz der älteren, schwäbischen Linie des Hauses Hohenzollern. Die heutige neugotische Dreiflügelanlage, die dritte Burg an diesem Standort, wurde ab 1850 im Auftrag von König Friedrich Wilhelm IV. von Preußen nach Plänen des Architekten Friedrich August Stüler errichtet und 1867 fertiggestellt. Zu den besonderen Attraktionen zählen die Schatzkammer, der Grafensaal und die Christuskapelle.  
Mit jährlich rund 350.000 Besuchern zählt die Burg zu den bekanntesten Sehenswürdigkeiten Deutschlands. 

## Geographische Lage
Die Gipfelburg liegt auf dem 855 Meter hohen, isolierten und prominenten Bergkegel des Hohenzollern auf der Gemarkung  des Ortsteils Zimmern der Gemeinde Bisingen im Zollernalbkreis in Baden-Württemberg. Er ist ein Zeugenberg, dem Trauf der Schwäbischen Alb vorgelagert.

## Geschichte

### Erste Burg
Die erste mittelalterliche Burg der Grafschaft Zollern, die 1267 erstmals erwähnt wurde, geht vermutlich auf das 11. Jahrhundert zurück. Sie wurde am 15. Mai 1423 nach fast einjähriger Belagerung durch den Schwäbischen Städtebund erobert und vollständig zerstört. Den Grund für den Konflikt hatte Graf Friedrich XII. von Zollern, genannt der Oettinger, geboten, der sich die schwäbischen Reichsstädte zum Feind gemacht hatte, weshalb über ihn die Reichsacht verhängt worden war. Die Reichsstädte standen im Bund mit Graf Eitel Friedrich von Zollern und der Grafschaft Württemberg. Im Sommer 1422 begann die Belagerung. Daran beteiligt waren unter anderem die Reichsstädte Augsburg, Ulm, Memmingen, Kempten, Reutlingen, Rottweil, Ravensburg, Biberach und Weil der Stadt.

### Zweite Burg

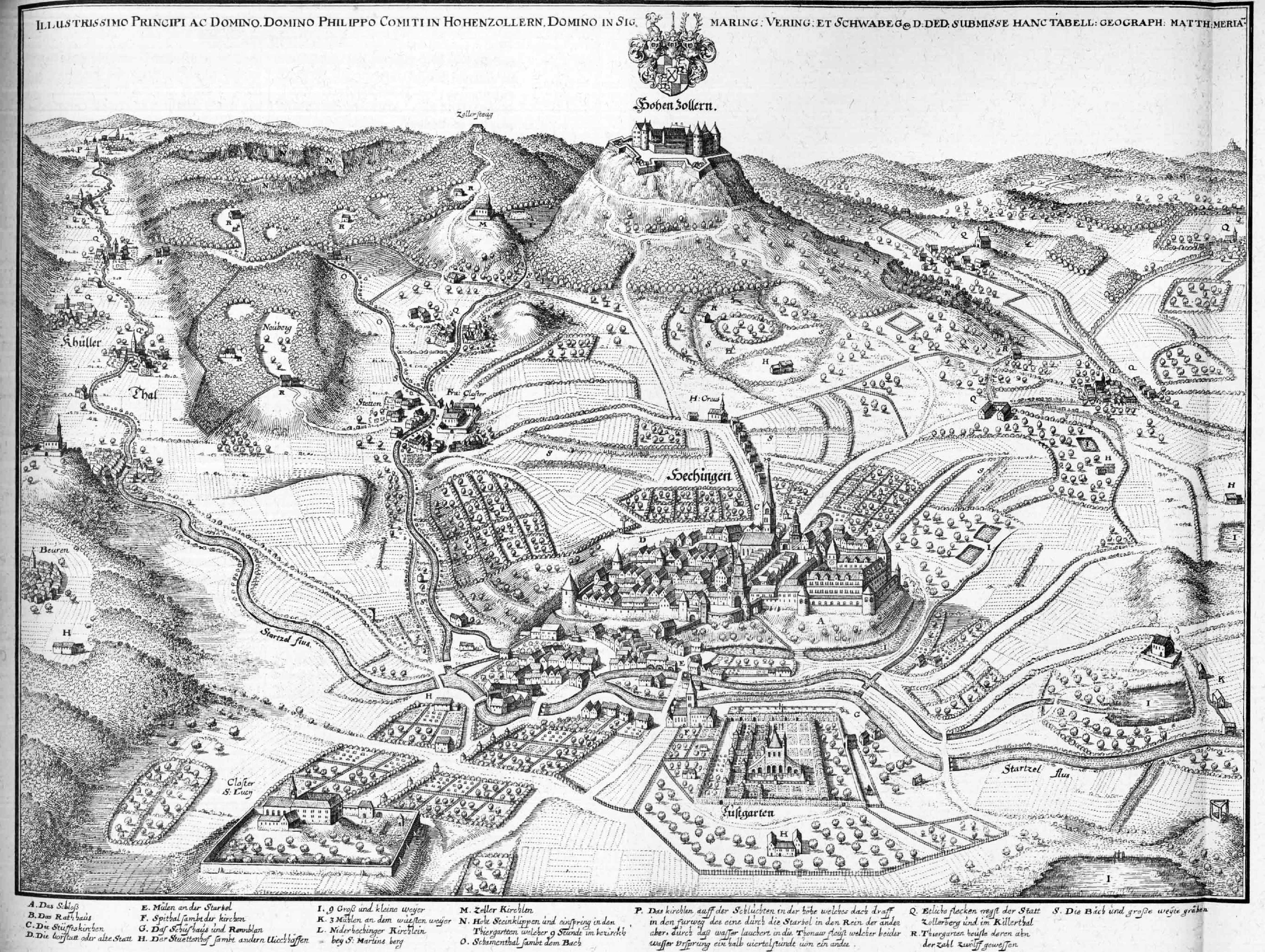
Die zweite Burg in einem Stich von Matthäus Merian anno 1643

Nach einem Neubau ab 1454 wurde die Burg im Dreißigjährigen Krieg, obwohl zur starken Festung ausgebaut, von den Württembergern eingenommen und vorübergehend besetzt:
Nachdem sich das Kräfteverhältnis durch den Vormarsch der Schweden bis nach Bayern zugunsten der Protestanten verschob, und Schwedenkönig Gustav Adolf die im Schwäbischen eroberten und noch zu erobernden Gebiete Herzog Julius Friedrich von Württemberg versprach, rüstete sich dieser Anfang 1632 zum Krieg gegen seine Nachbarn. Unter dem Vorwand, „die verlassenen [katholischen] Herrschaften zu schützen“, ließ der Herzog seine Truppen zunächst in die Grafschaft Hohenberg einmarschieren. Rasch wurden wichtige Städte (z. B. Rottweil am 2. Oktober 1632) erobert, außerdem die Belagerung von Villingen (Übergabeaufforderung am 4. Oktober 1632) eingeleitet und die Blockade von Hohenzollern (im Juli 1633) begonnen. Während es die Württemberger im Schwarzwald anfangs mit der Aushebung der Landwehr aus den nahegelegenen Ämtern angehen wollten, sollte es im Hohenzollerischen Oberstleutnant Jost Faber mit 500 „bewehrten württembergischen Bauern“ und 100 Landreitern richten – doch ohne Erfolg. Acht Monate lag die württembergische Wagenburg vor der Festung, ihre Soldaten plünderten die Mundvorräte, ohne dabei einen militärischen Erfolg verbuchen zu können. Aufgrund des offensiven Vorgehens des württembergischen Herzogs drohten die Kaiserlichen nun ihrerseits mit Vergeltungsmaßnahmen. Einige ihrer Offiziere tönten, sie würden „in Württemberg ein solches Feuer anrichten, dass die Engel im Himmel die Füße an sich ziehen“. Im Frühjahr 1634 begann nun der junge und engagierte Herzog Eberhard von Württemberg mit der eigentlichen Belagerung der Burg. Er setzte den erfolglosen Kommandeur Jost Faber ab und dafür Oberstleutnant Helmstädt ein. Dieser mit den Schweden operierende Offizier und Kommandant der Landregimenter III + IV konnte schließlich die Stadt Hechingen am 25. März 1634 einnehmen, worauf am 3. April die Burg wegen anhaltend schlechter Versorgungslage kapitulierte. Die zollerische Besatzung unter Hauptmann Weinmann erhielt freien Abzug. Trotz des Protests von Philipp Christoph von Hohenzollern musste das Fürstentum Hohenzollern-Hechingen Eberhard von Württemberg huldigen und all seine Beamten wurden abgesetzt. Nachdem sich nach der Schlacht bei Nördlingen das Kräfteverhältnis wieder zugunsten des Kaisers gewendet hatte, gelang am 1. November 1635 die Rückeroberung der Feste mittels einer List: Dem württembergischen Hauptmann Albert Schmidlapp wurde ein gefälschtes Schreiben ausgehändigt, das den angeblichen Befehl seines Herzogs enthielt, der darum bat, die Burg an den kaiserlichen Oberstleutnant Karthausen zu übergeben. Nach Abzug der Württemberger erhielt die Burg zunächst eine Besatzung von 50 Mann Landvolk (einheimische Bauern).
Nach Kriegsende war die Burg überwiegend in habsburgischem Besitz, bevor sie während des Österreichischen Erbfolgekriegs im Winter 1744/1745 von französischen Truppen besetzt wurde. Nach dem Abzug der letzten österreichischen Besatzung 1798 verfiel die Burg, Anfang des 19. Jahrhunderts war sie eine Ruine. Als einziger nennenswerter Teil war die St. Michaelskapelle erhalten geblieben.

### Dritte Burg

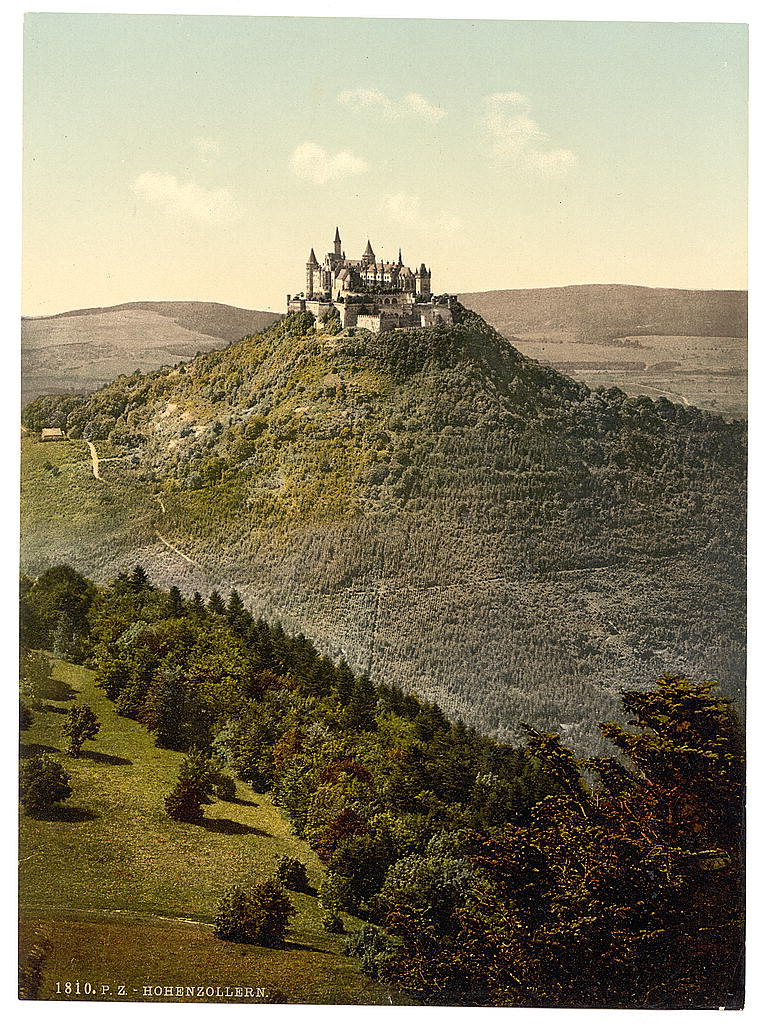
Burg Hohenzollern, handkolorierte Aufnahme etwa zwischen 1890 und 1900

Der Gedanke an einen Wiederaufbau der Burg kam dem damaligen Kronprinzen und späteren König Friedrich Wilhelm IV. möglicherweise 1819, als er auf einer Italienreise auch die Wurzeln seiner Herkunft kennenlernen wollte und den Berg bestieg. 1844 schrieb er, bereits als König:

„Die Erinnerung vom J. 19 ist mir ungemein lieblich und wie ein schöner Traum, zumal der Sonnenuntergang, den wir von einer der Schloßbastionenen aus sahen. … Nun ist ein Jugendtraum-Wunsch, den Hohenzollern wieder bewohnbar gemachet zu sehen.“

Die Burg in ihrer heutigen Form ist ein Bauwerk des renommierten Berliner Architekten Friedrich August Stüler, der 1842 als Schüler und Nachfolger Karl Friedrich Schinkels zum Architekten des Königs ernannt worden war. Sie gilt als typisches Beispiel der Neugotik im deutschen Sprachraum. Die eindrucksvollen Auffahrtsanlagen entwarf der Ingenieuroffizier Moritz von Prittwitz, der damals als der führende preußische Festungsbaumeister galt. Die bildhauerischen Arbeiten stammen von Gustav Willgohs.
Zum einen ist die Burg Hohenzollern das Ergebnis politischen Repräsentationswillens der Herrscher von Preußen, die die Stammburg ihrer Ahnen in prunkvoller Form wiederaufgebaut sehen wollten. Zum anderen ist sie Ausdruck des romantischen Geistes jener Zeit und verkörpert die damalige Idealvorstellung einer mittelalterlichen Ritterburg. Insofern ist der historistische Baugedanke mit dem von Schloss Neuschwanstein in Bayern vergleichbar, jedoch ohne dessen phantastisch-theatralische Übersteigerung. 1850 fand die Grundsteinlegung statt. Finanziert wurde der Bau gemeinsam von der brandenburgisch-preußischen und den fürstlich-schwäbischen Linien der Hohenzollern. Im Streit um die Finanzierung kam es nach einem heftigen Wortgefecht am 22. März 1852 zwischen Otto von Bismarck und Georg von Vincke in der zweiten preußischen Kammer am 25. März 1852 zum Duell Vincke–Bismarck. Im Deutschen Krieg von 1866 wurde die Burg von Württemberg kampflos besetzt, die sie nach ihrer Königin in „Olgaburg“ umbenannten. Nach dem Sieg Preußens mussten die Württemberger die Burg wieder verlassen. Am 3. Oktober 1867 wurde der Bau unter König Wilhelm I. von Preußen vollendet und eingeweiht.
Der Neubau blieb nicht immer unumstritten. Wenige Jahrzehnte nach der Einweihung beauftragte Kaiser Wilhelm II. den Architekten Gabriel von Seidl, sich mit einem möglichen Umbau der Burg im puristischen Stil des Historismus zu beschäftigen. Seidl stellte während seines Besuchs der Burg im Jahr 1894 jedoch fest: „Diese Burg ist derart verpfuscht, dass ich nix machen kann als höchstens sie neu bauen – und dann ist es halt keine alte Burg mehr … Das kann i net!“. Seine Begleiter soll er zudem während seines Besuches auf Grund seines gewonnenen Eindrucks gebeten haben: „Um Gottes Willen, helfens mir hinaus.“ Darauf nahm Kaiser Wilhelm II. Abstand von diesem Umbauprojekt und ließ stattdessen die Hohkönigsburg neu bauen, das Residenzschloss Posen errichten, die Ordensburg Marienburg renovieren sowie nach deren Vorbild die Marineschule Mürwik für die Marine erbauen und zuletzt in Potsdam den Cecilienhof im Stil eines Jagdschlosses errichten.
Bei einem Erdbeben am 3. September 1978 wurde die Burg schwer beschädigt. Einige Türmchen stürzten ein und Ritterfiguren fielen um. Die Restaurierungsarbeiten zogen sich bis in die 1990er Jahre hin.

## Gestaltung

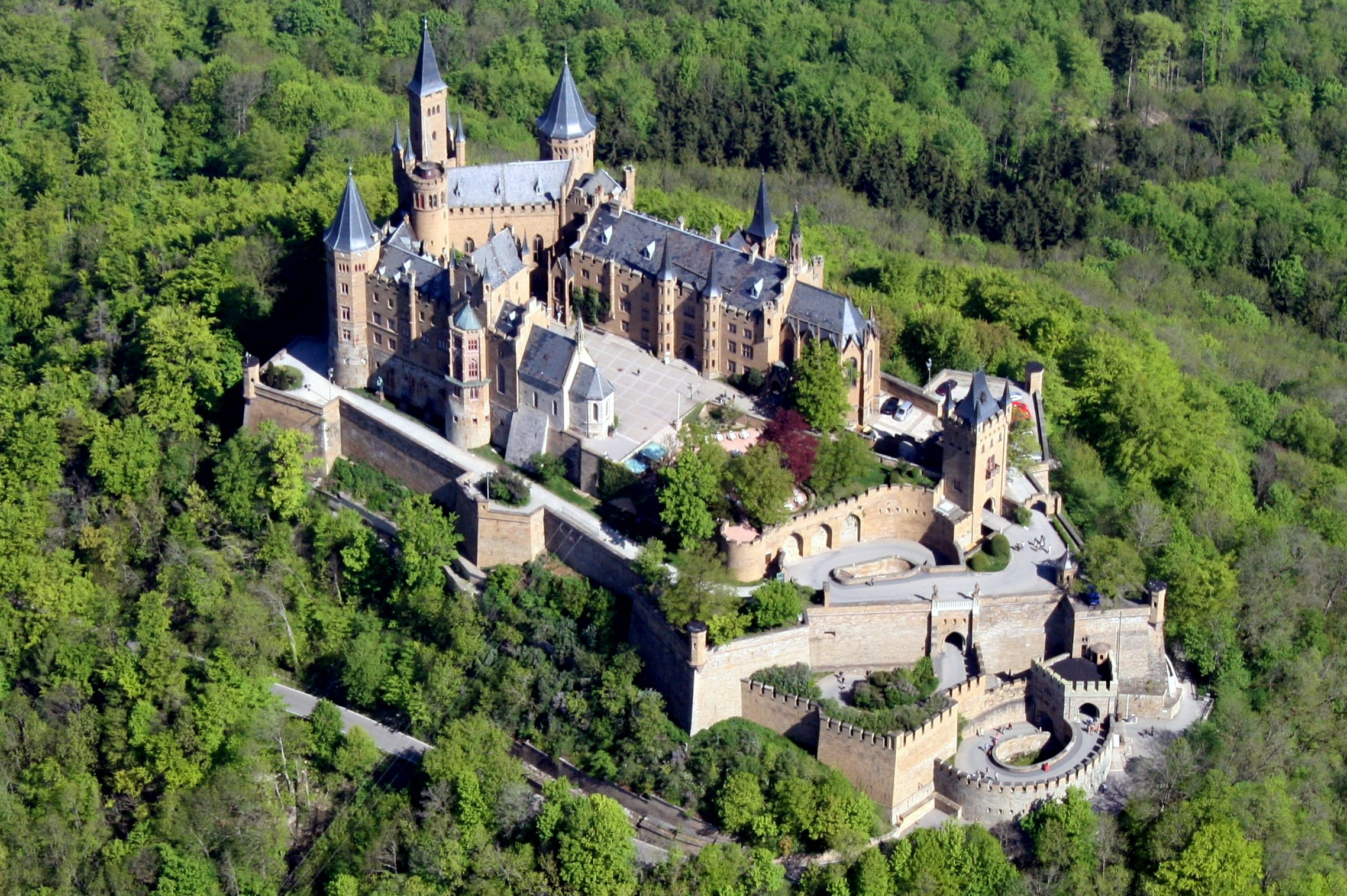
Auffahrt mit vier 360°-Windungen

Das Bauwerk, das fast die ganze Bergkuppe bedeckt, besteht hauptsächlich aus vier Elementen: den Befestigungsanlagen, dem Schlossgebäude, den Kapellen und dem Burggarten.
Als Hochbaumaterial wurde Malmstein verwendet.

### Befestigungsanlagen

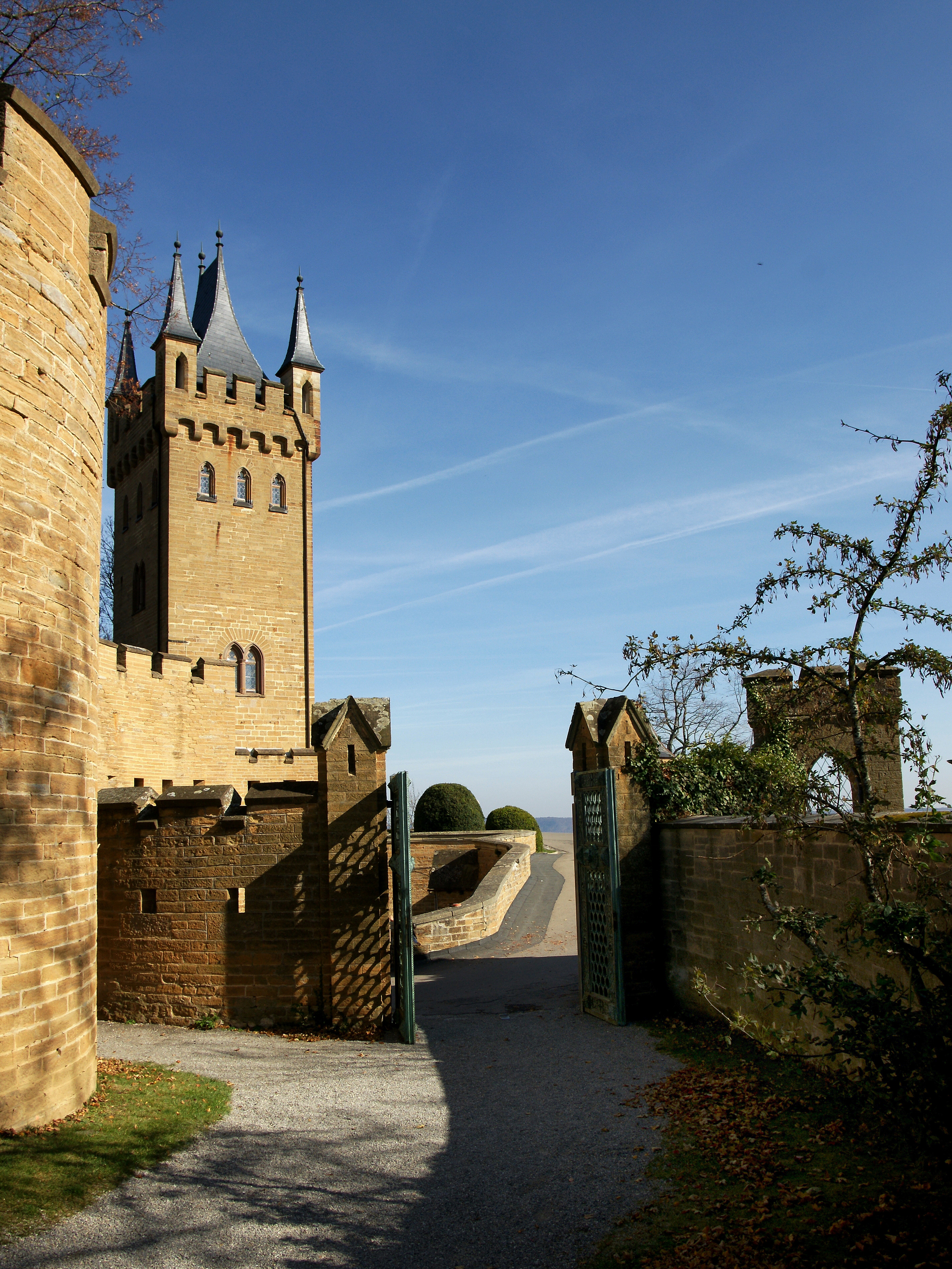
Adlerturm und Teil der Befestigung

Das Adlertor mit seiner Zugbrücke bildet den Eingang. Durch vier Windungen gelangt man in den Burghof. Die erste Windung dreht sich um den Wilhelmsturm. Man gelangt über den Zwinger zur zweiten Windung, dem niederen Vorwerk. Von hier aus führt die dritte Windung im Gewölbe des spiralförmigen Rampenturms und die vierte Windung direkt darüber mit unbedeckter Auffahrt. Dann erreicht man die südöstliche Schnarrwachtbastei mit Ausblick auf Boll und den Dreifürstenstein. Von dort aus kann man durch den quadratischen oberen Torturm über einen geradlinigen Anstieg den Burghof erreichen oder über die Bastionen von außen das Schlossgebäude umschreiten. Gegen den Uhrzeigersinn folgen auf die Schnarrwachtbastei die Neue Bastei (Nord-Ost), die Fuchslochbastei (Nord), der Spitz (Nord-West), die Scharfeckbastei (West), die Gartenbastei (Süd-West) und die St. Michaelsbastei (Süd). Zwischen den Basteien findet man die Standbilder der preußischen Könige, die einst in der Ruhmeshalle (Berlin) standen.

### Schlossgebäude

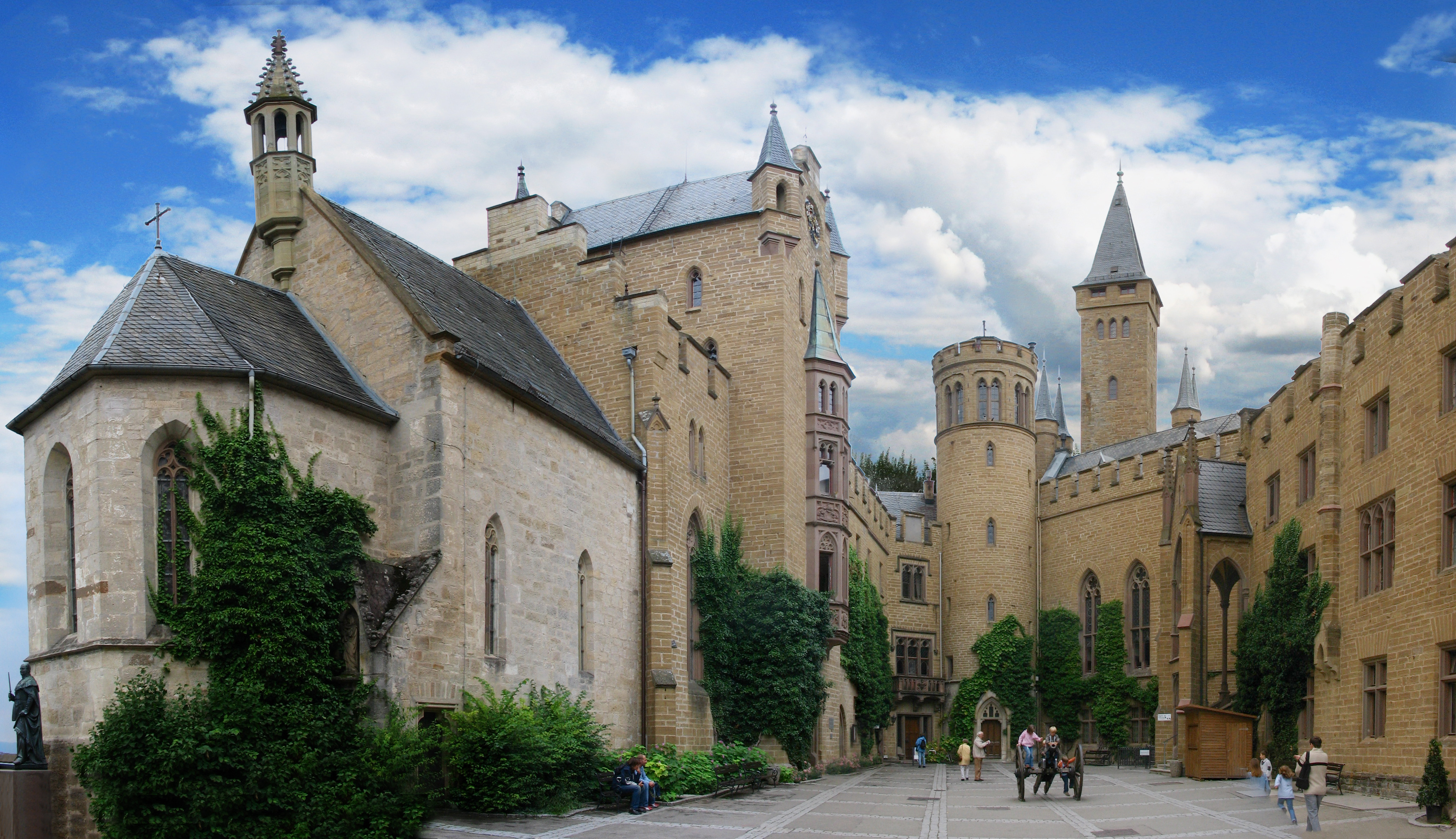
Burghof mit St. Michaelskapelle, Wartturm und Freitreppe vor dem Fürstenbau

Das Schlossgebäude bildet ein nach Süd-Osten geöffnetes U, dessen Enden die evangelische und die katholische Kapelle bilden. Der äußere Umriss benutzt die alten Grundmauern der zweiten Burganlage. Über den alten Kasematten erheben sich die dreistöckigen Bauwerke, die mit vielen Türmchen und Fialen verziert sind. Die vier Haupttürme sind in der Reihenfolge gegen den Uhrzeigersinn der zur Fuchslochbastei ausgerichtete Kaiserturm, der Bischofsturm zum Spitz, der Markgrafenturm hin zur Scharfeckbastei und der Michaelsturm noch vor der Gartenbastei. Im Burghof befindet sich der Wartturm, der sich als Treppenturm an den Fürstenbau mit Grafensaal und Bibliothek schmiegt und auf dem bei Anwesenheit des Burgherrn die Fahne gehisst wird.

### Innenräume

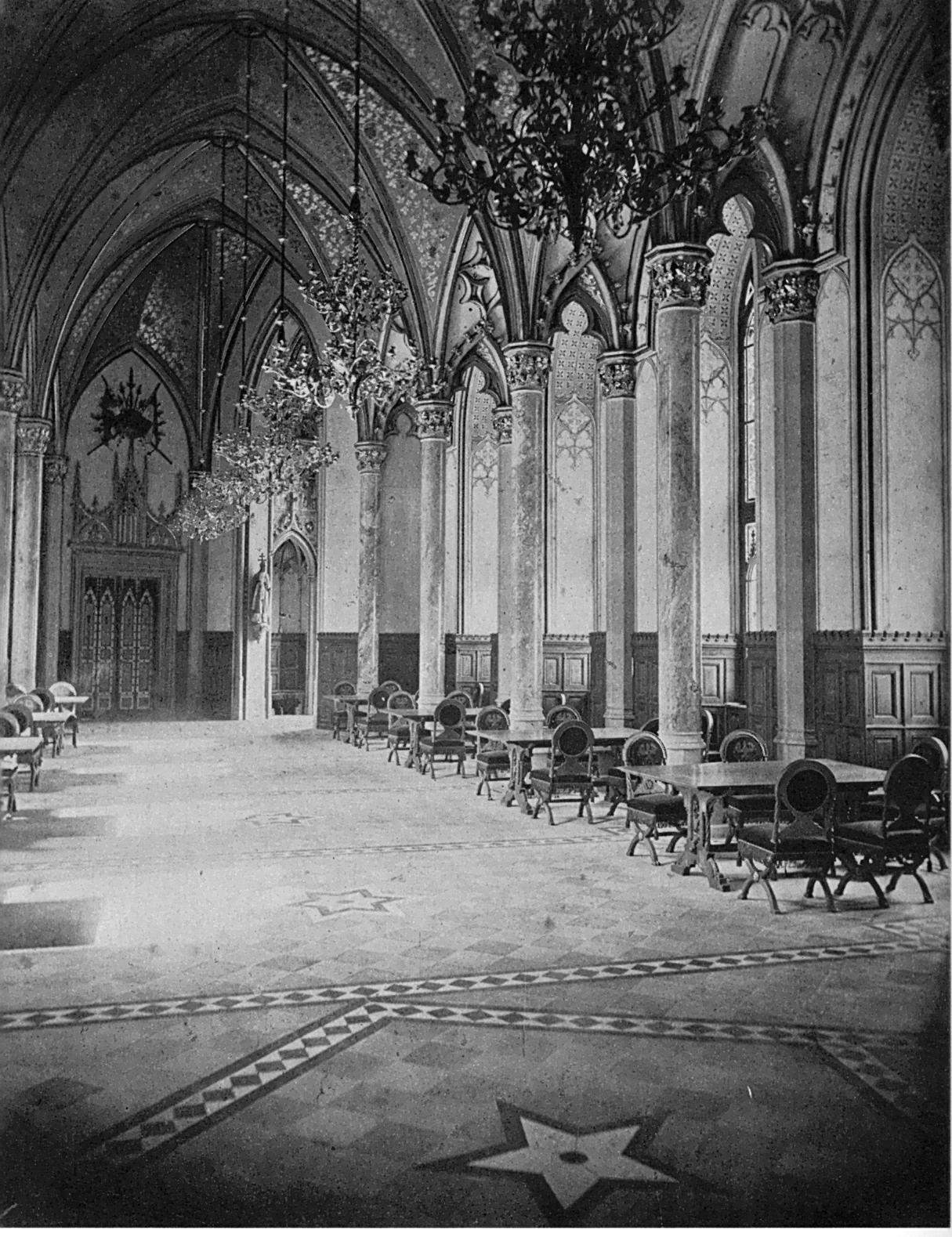
Paul Sinner: Burg Hohenzollern, Grafensaal

Eine Freitreppe führt zur Stammbaumhalle. Dort ist an Wänden der Stammbaum der Familie Hohenzollern aufgemalt. Von ihr gelangt man in den Grafensaal, der die ganze Breite des Südflügels einnimmt. Sein spitzbogiges Rippengewölbe wird von acht rötlichen, freistehenden Marmorsäulen getragen. Die ebenfalls spitzbogigen Fenster tragen Grisaillen und farbige Malereien von Stüler. Unter dem Grafensaal liegt die ehemalige Schlossküche, heute Schatzkammer. An den Grafensaal grenzen der Kaiserturm und die Bischofsnische, danach schließt sich die mit Wandgemälden von Wilhelm Peters zur hohenzollerischen Geschichte verzierte Bibliothek an. Im Markgrafenturm befindet sich der Salon des Königs, der heute auch abweichend von der Terminologie Stülers als Wohnzimmer des Königs bezeichnet wird. Darin befinden sich neben dem Gästebuch der Burg Hohenzollern auch ein Gemälde von Wilhelm I. und Königin Luise.
Durch verschiedene private Gemächer kommt man schließlich in den Salon der Königin. Wegen der mit blauem Samt bezogenen Polstermöbel wird er auch als Blauer Salon bezeichnet. Das Parkett besteht aus fünf verschiedenen Hölzern. Von einem Aussichtserker blickt man auf den Albtrauf, an den Wänden hängen Familiengemälde: Wilhelm I., Kaiserin Augusta, Friedrich III.,  Kaiserin Viktoria und Prinz Waldemar von Preußen, letzteres von Viktoria selbst gemalt. Der Sekretär der Königin wurde nach Entwürfen Stülers geschaffen. Das Sèvres-Service stammt aus dem Besitz Napoléons und wurde von preußischen Truppen in der Schlacht von Waterloo erbeutet. In der Dienerschaftshalle ist ein Gemälde Franz von Lenbachs bemerkenswert, das Wilhelm I. kurz vor seinem Tod zeigt. Der wuchtige Schreibtisch Wilhelms II. dominiert den ansonsten durch die Verwendung verschiedener Hölzer bei Parkett und Vertäfelung intimen Charakter des Raumes.

### Schatzkammer
Ein Stockwerk tiefer gelangt man in die ehemalige Burgküche die unter Louis Ferdinand Prinz von Preußen 1952 zur Schatzkammer umgebaut wurde. Sie enthält unter anderem den Waffenrock Friedrichs des Großen aus der Schlacht bei Kunersdorf, die Schnupftabaksdose, die ihm das Leben rettete, seine Krückstöcke, zwei seiner Traversflöten und edelsteinbesetzte Tabatièren. Höhepunkt ist die mit 18 Brillanten und 142 zu Rosen geschliffenen Diamanten verzierte Krone Wilhelms II.

### Kapellen

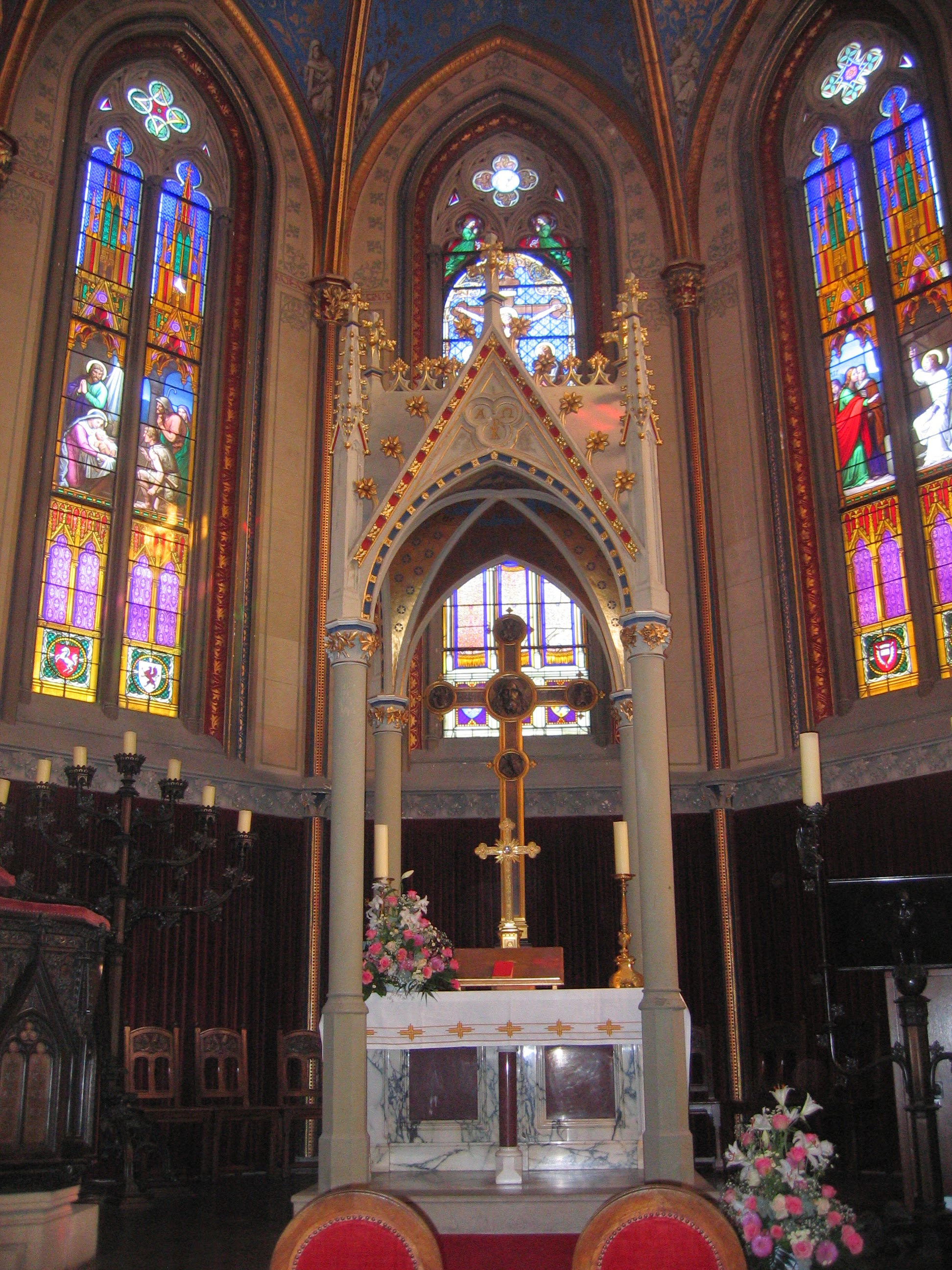
Christuskapelle

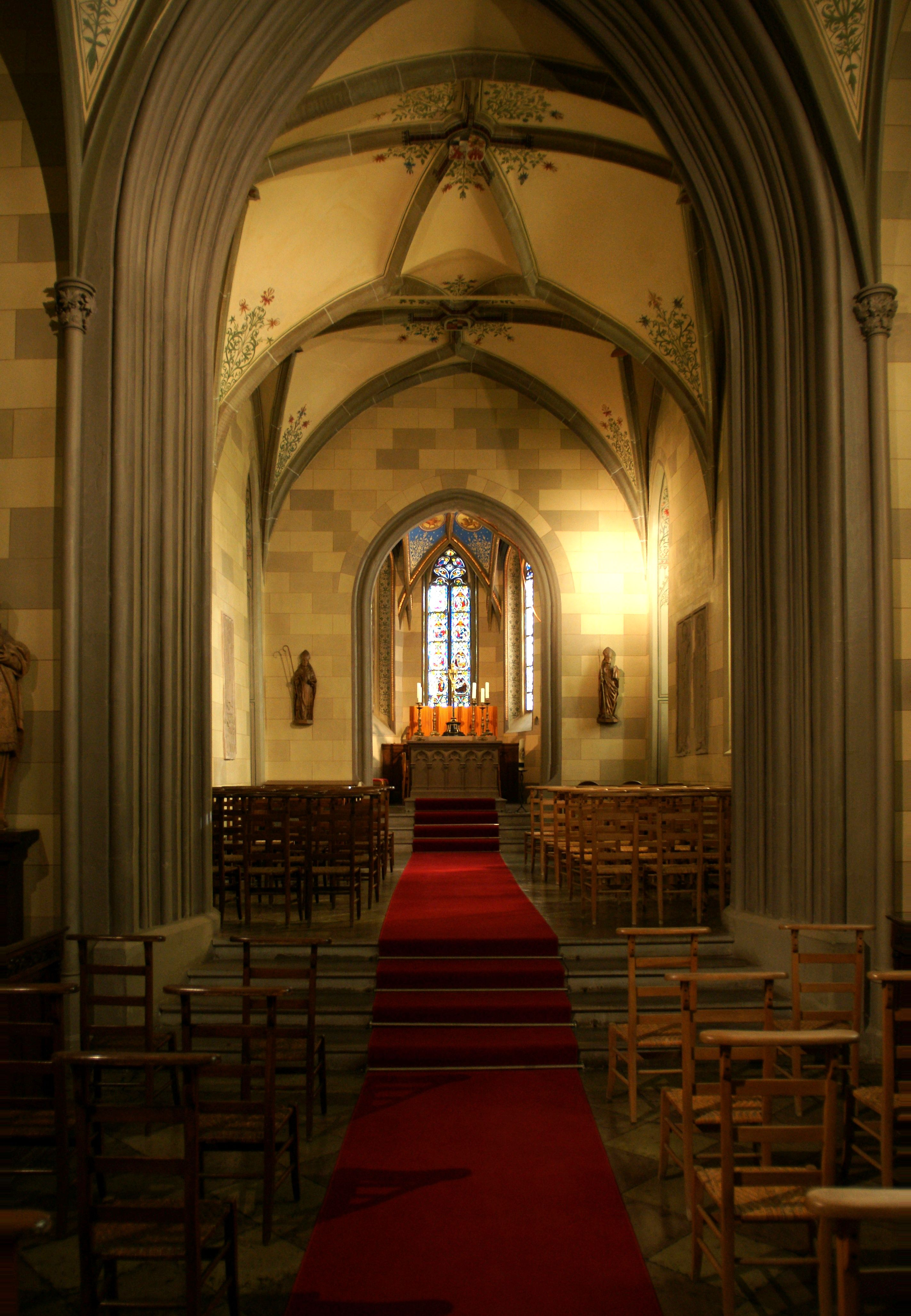
Michaelskapelle

Auf der Burg Hohenzollern befinden sich Kapellen von drei christlichen Konfessionen:
Die katholische St. Michaelskapelle wurde 1853 erweitert, ihr mittelalterlicher Teil datiert aus den Jahren 1454 bis 1461 und ist damit das einzig erhaltene Bauwerk der zweiten Burg. Schiff und Chor sind mit Netz-Rippengewölben überdeckt. Zahlreiche Fenster kamen aus der Kirche des ehemaligen Klosters Stetten, das zeitweilig die zollerische Erbgrablege war; diese entstanden zwischen 1280 und 1290.
Die evangelische Christuskapelle ist ein Werk Stülers in Anlehnung an den Westchor des Naumburger Doms. Das Aposteltor stammt von der zerstörten Kaiser-Wilhelm-Gedächtniskirche aus Berlin. Von 1952 bis zum 17. August 1992 ruhten hier an den zwei Seitenwänden die Särge von Friedrich dem Großen und seinem Vater Friedrich Wilhelm I.
Unter der Christuskapelle liegt die russisch-orthodoxe Auferstehungskapelle, die in der zweiten Hälfte des 20. Jahrhunderts von Prinz Louis Ferdinand von Preußen für seine Frau Kira von Russland eingerichtet wurde.

### Burggarten
Der ursprüngliche Bepflanzungsplan war ein Spätwerk von Peter Joseph Lenné. Seine Anordnung ist nicht mehr erhalten.

## Nutzung

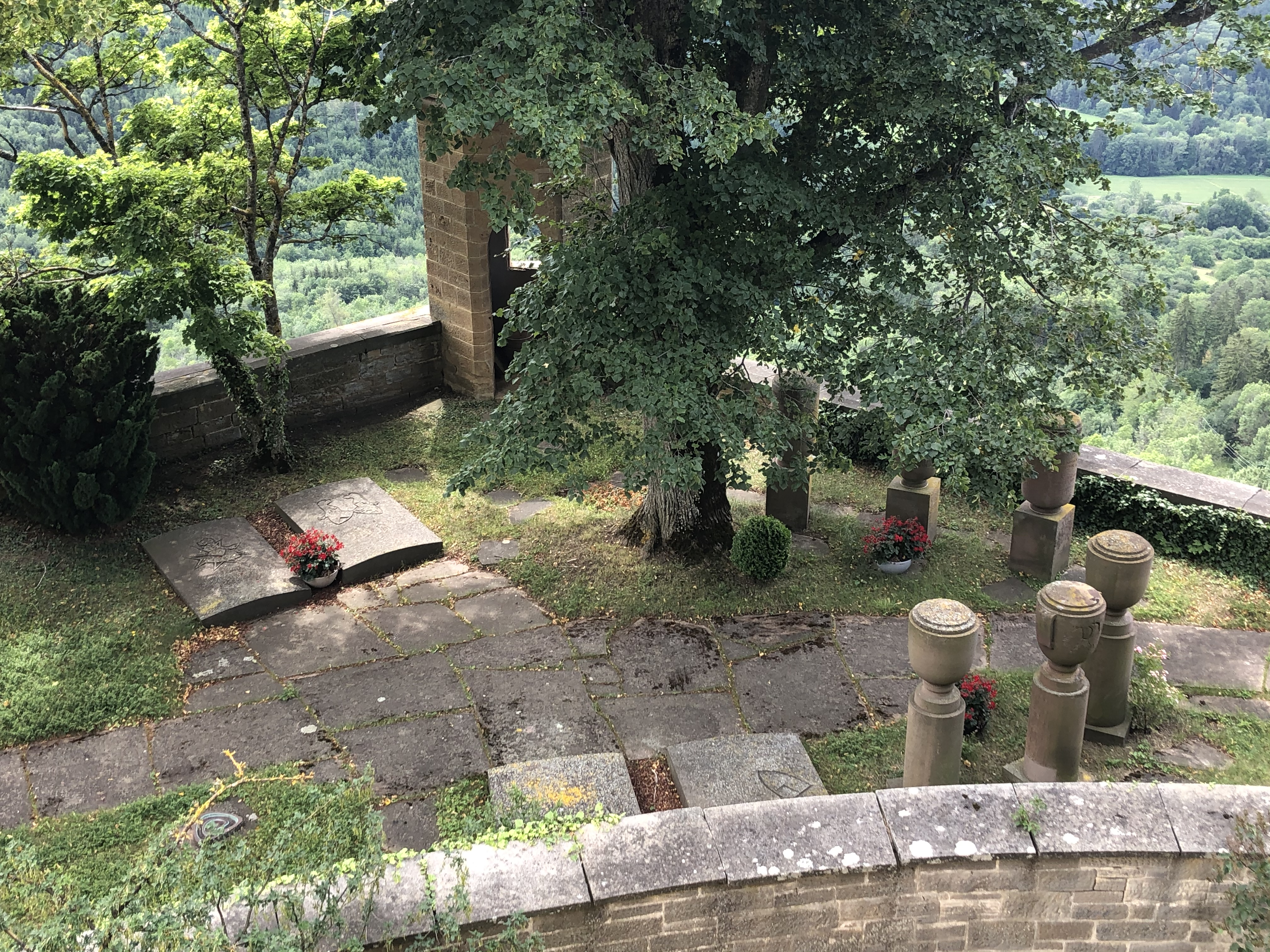
Familienfriedhof im Offiziersgärtchen der St.-Michaels-Bastei mit den Urnengräbern von Friedrich und Alexandrine von Preußen

Die Burg war nach dem Wiederaufbau niemals für längere Zeit bewohnt, sie hatte ausschließlich repräsentative Funktion. Nur der letzte preußische Kronprinz Wilhelm lebte nach seiner Flucht aus Potsdam Ende 1945 einige Monate auf der Burg. Wilhelm, seine Frau, Kronprinzessin Cecilie, und mehrere ihrer Kinder sind auf dem kleinen Familienfriedhof im Offiziersgärtchen der St.-Michaels-Bastei der Burg bestattet.
Die Urnen von Prinz Louis Ferdinand, seiner Frau Kira und einiger ihrer Kinder sind in der russisch-orthodoxen Auferstehungskapelle beigesetzt. Ab 1952 befanden sich die Särge der Könige Friedrich Wilhelm I. und Friedrichs des Großen auf der Burg. Nach der deutschen Wiedervereinigung wurden sie 1991 wieder nach Potsdam überführt.
Die Burg Hohenzollern ist nach wie vor Privateigentum. Sie gehört zu zwei Dritteln der brandenburgisch-preußischen Linie des Hauses Hohenzollern, zu einem Drittel der schwäbischen Linie. Hausherr ist seit 1994 der amtierende Chef des Hauses Hohenzollern, Georg Friedrich Prinz von Preußen.
Seit 1952 wurde die Burg zusätzlich mit Kunstgegenständen und Erinnerungsstücken zur preußischen Geschichte aus dem Besitz der Familie und dem ehemaligen Hohenzollernmuseum im Schloss Monbijou museal ausgestattet. Die Burg Hohenzollern bietet Führungen durch die Schau- und Prunkräume der Burg an und ist heute mit zwischen 300.000 und 400.000 Besuchern pro Jahr eine touristische Attraktion; international gilt sie als eine der berühmtesten Sehenswürdigkeiten Deutschlands. Ein Höhepunkt ist die Schatzkammer, in der wertvolle kunsthistorische Gegenstände vorhanden sind, darunter das kostbare Tafelsilber und Porzellan, die Tabakdosen Friedrichs des Großen, sein Uniformrock mit dem legendären Einschussloch, sowie die preußische Königskrone. Zu den zahlreichen Marketingaktionen zählen Ausstellungen, Konzerte, Theater- und Kinoveranstaltungen sowie der Königliche Winterzauber.
Es existiert ein Café-Restaurant sowie im Sommer eine Außengastronomie mit 150 Sitzplätzen im Schatten der Königslinden im Burggarten.
Im Jahr 1953 wurden bei einem Einbruch in die Burg mehrere Gegenstände aus der Schatzkammer gestohlen. Der Täter wurde später gefasst und zu sechs Jahren Haft verurteilt. Einige der erbeuteten Gegenstände hatte er bereits eingeschmolzen bzw. auf der Flucht in den Main geworfen. Die Tat wurde in einem eigenen Raum des Kriminalmuseums der Akademie der Polizei Baden-Württemberg in Freiburg im Breisgau beschrieben.
Seit 1954 wird die Burg auch von der 1952 gegründeten Prinzessin Kira von Preußen Stiftung genutzt. Diese ermöglichte bedürftigen Kindern, in den Anfangsjahren aus West-Berlin, Ferienaufenthalte.
Im Jahr 1997 gründete sich der Freundeskreis der Burg Hohenzollern, der sich seither für die Unterstützung von erhaltenden Maßnahmen auf der Burg engagiert und inzwischen über 550 Mitglieder hat (Stand Juli 2022).

## Medien

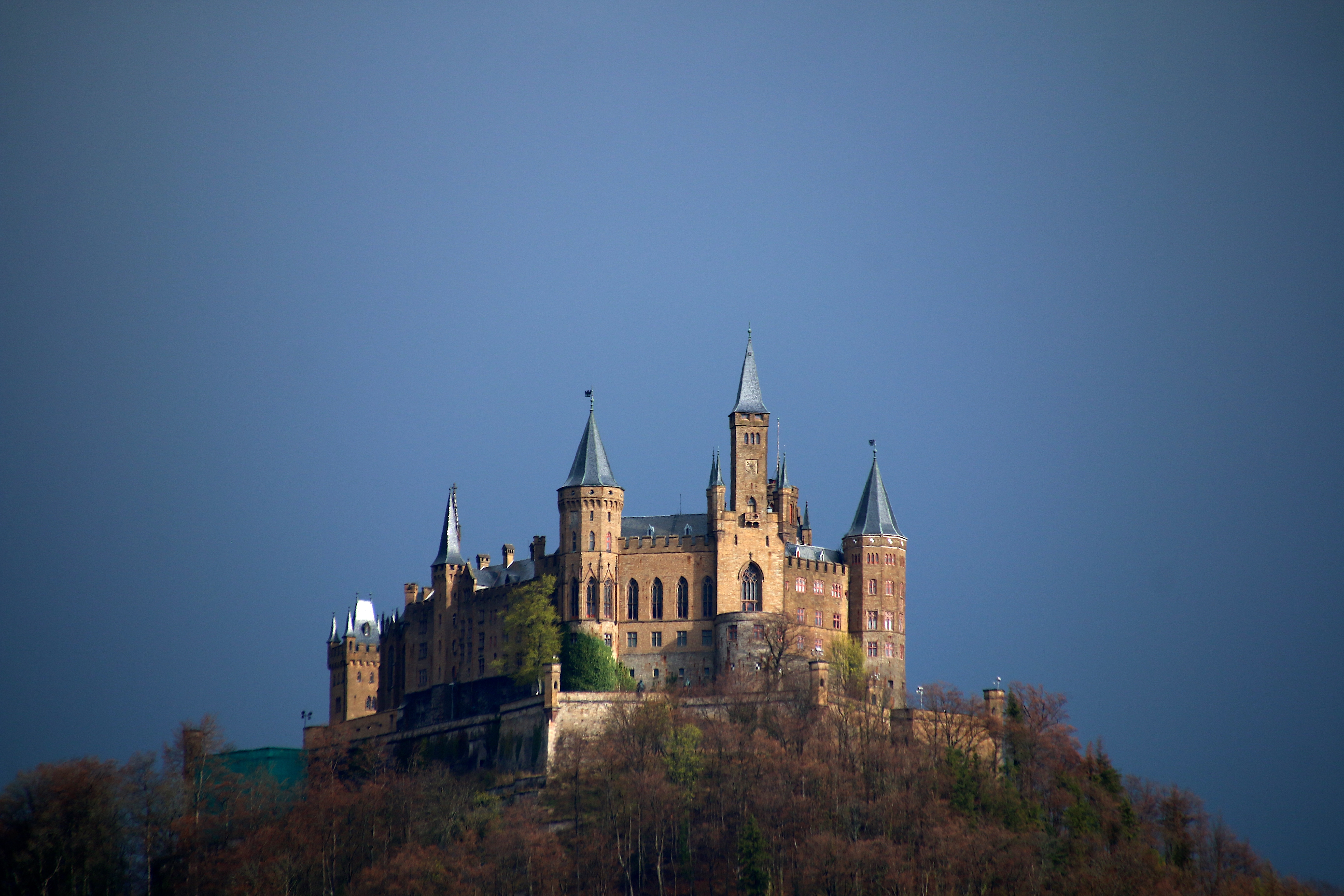
Ansicht aus Nordwest (2023)

Im Jahr 2015 war die Burg Kulisse für die Dreharbeiten des Psycho-Thrillers A Cure for Wellness, die durch das Studio Babelsberg ausgeführt wurden. Der Film verlegt den Handlungsort der Geschichte in einen fiktiven Ort in die Schweiz. Regisseur Gore Verbinski und Studio-Chef Henning Molfenter trugen sich während der Dreharbeiten im Beisein von Hausherr Georg Friedrich Prinz von Preußen in das Gästebuch der Burg ein. Kinostart von A Cure For Wellness war der 23. Februar 2017.
Im Jahr 2016 fanden auf der Burg die Außenaufnahmen der Kinderserie Eine lausige Hexe statt. Die Burg verkörpert in der Serie die Graustein-Akademie für Hexen.

## Ausstellungen
- 2017/2018: 150 Jahre 3. Burg Hohenzollern, Torturm der Burg. Katalog.

## Hohenzollernlied
Das Hohenzollernlied von 1849 besingt die Burg und den Berg und gilt als Hymne von Hohenzollern.

## Bahnhof

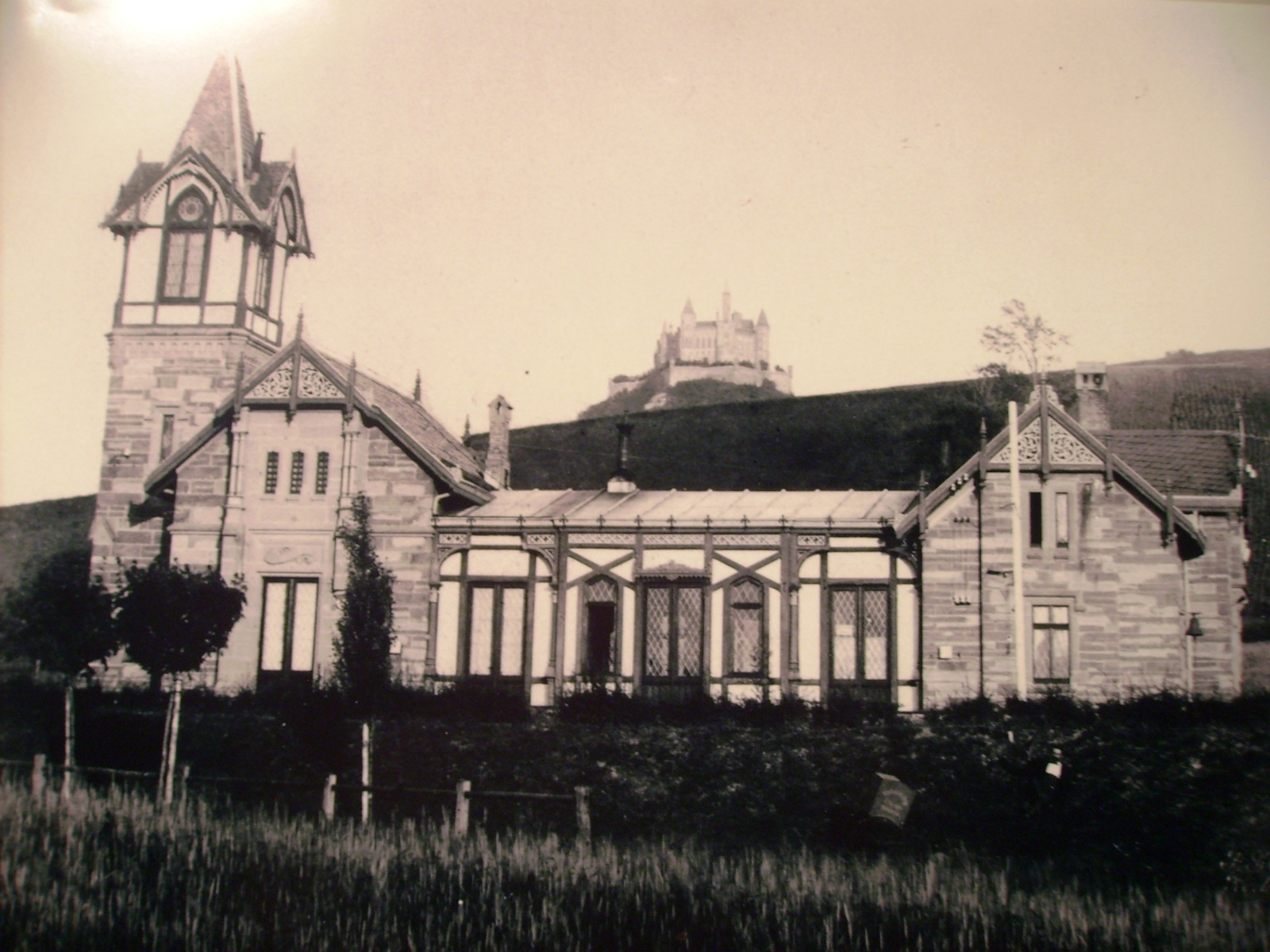
Bahnhof und Burg (um 1900)

Mit dem Bahnhof Zollern besaß die Burg von 1874 bis 1977 eine eigene Bahnstation am Fuße des Berges an der Bahnstrecke Tübingen–Sigmaringen, ihr Empfangsgebäude orientierte sich gestalterisch an der Architektur der Burg.